# Мечеть Ісмаїл-Ага
Мече́ть Ісмаї́л-Ага (тур. İsmail Ağa Camii), також відома як Мече́ть Барутхане́ (тур. Baruthane Camii), — мечеть XV століття, розташована в центрі міста Едірне, Туреччина.

## Історія
Мечеть Ісмаїл-Ага була збудована у 1463 році Ісмаїл-Агою, відомим своєю благодійністю за часів правління султанів Мехмеда II Фатіха та Баязида II. За деякими джерелами, мечеть була споруджена між 1440 та 1450 роками.

### Реставрації
Мечеть Ісмаїл-Ага ремонтувалася у 1631, 1911, 1993 та 2005 роках.
Останні реставраційні роботи проводилися у 2018–2020 роках. Під час цієї реставрації до мечеті було додано спеціальну секцію для молитви жінок, а також оновлено двір та місця для обмивання.

## Архітектура
Мечеть, збудована на схилі, що йде з півдня на північ, у невеликому саду, має квадратний план та перекрита куполом. Мінарет, розташований у північному куті мечеті, має один шерефе (балкон). У притворі (нартексі) мечеті, який підтримується вісьмома дерев'яними опорами, знаходиться могила шахіда.

## Галерея

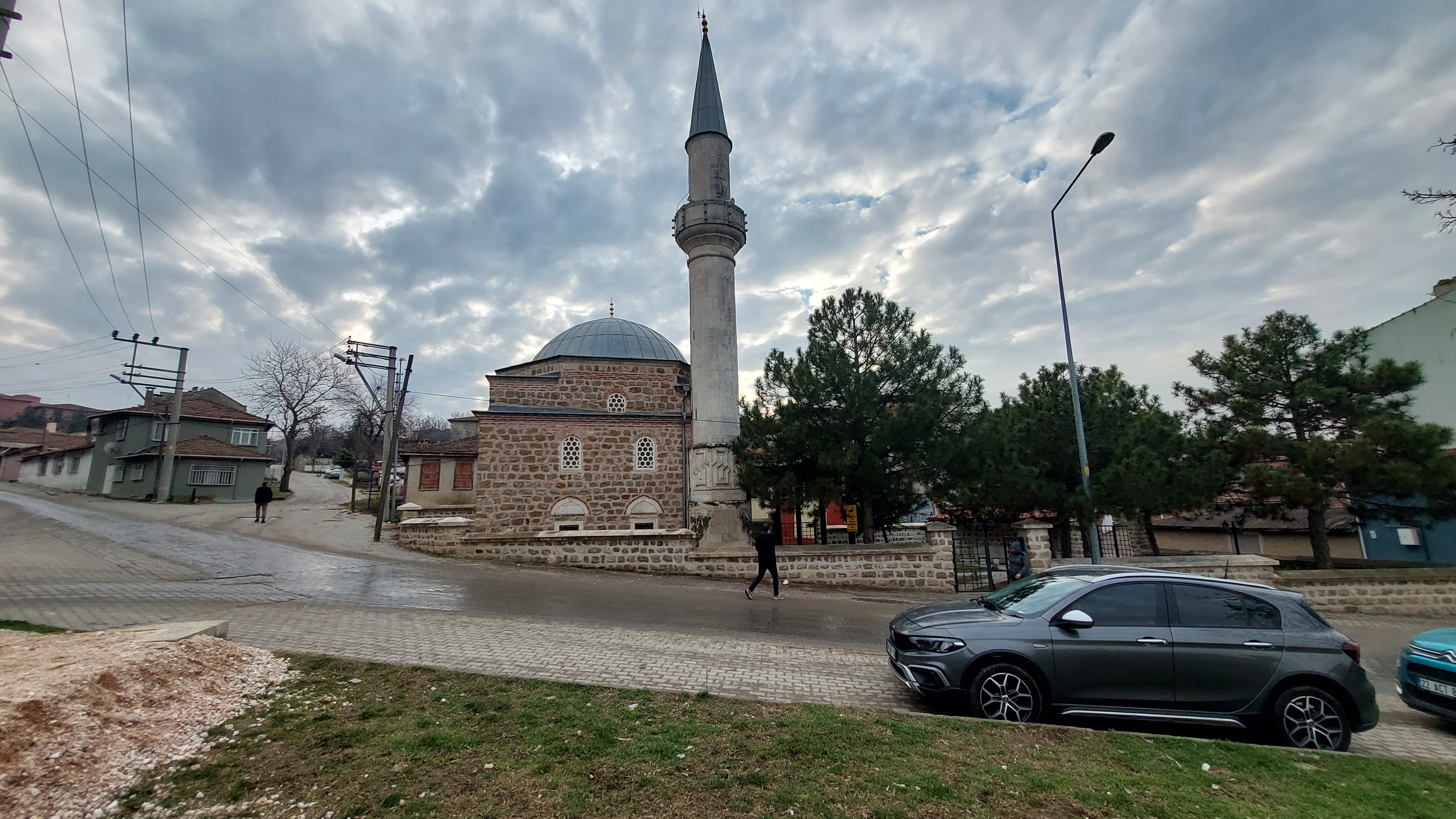
Вид на мечеть з вулиці
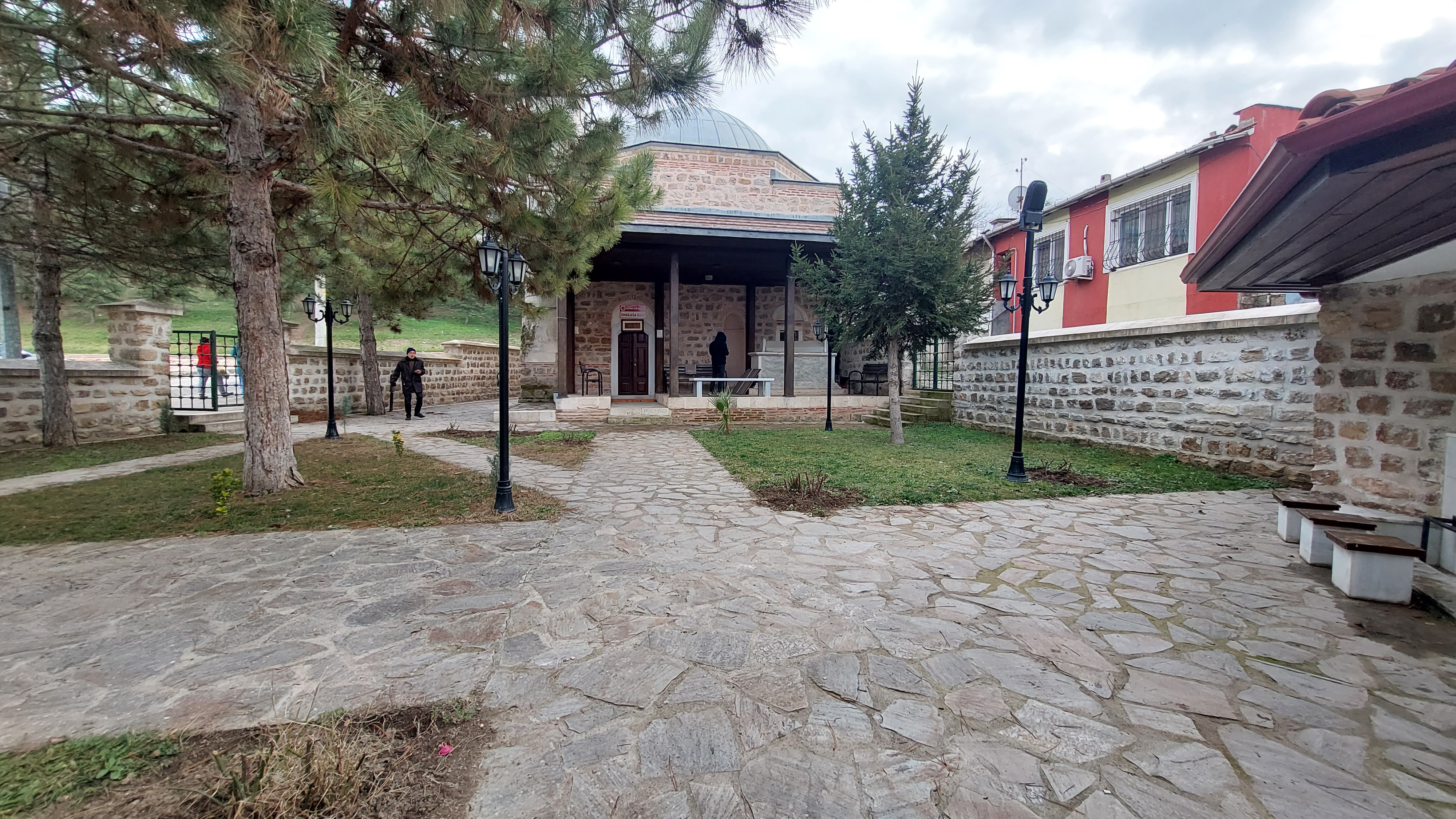
Двір мечеті
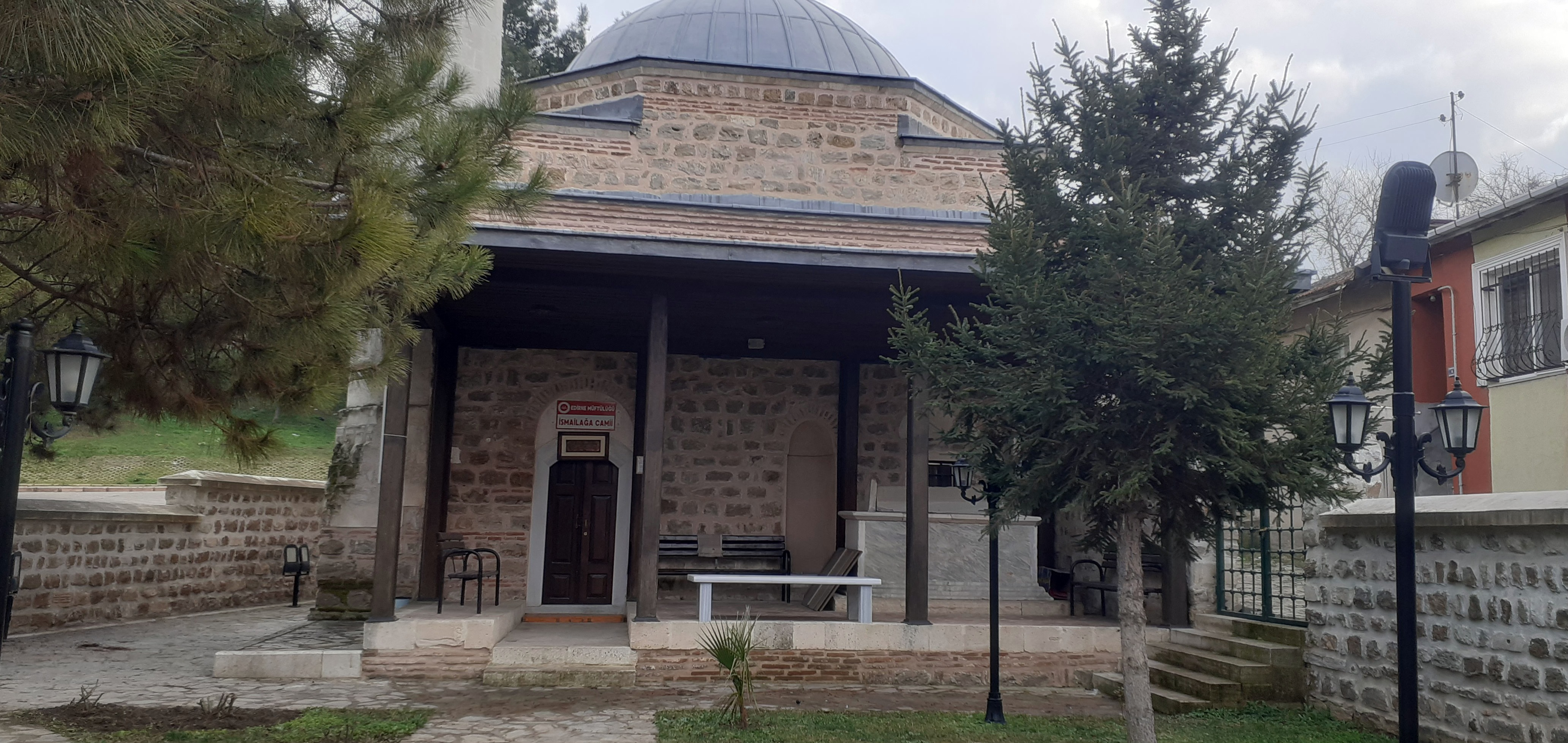
Двір мечеті
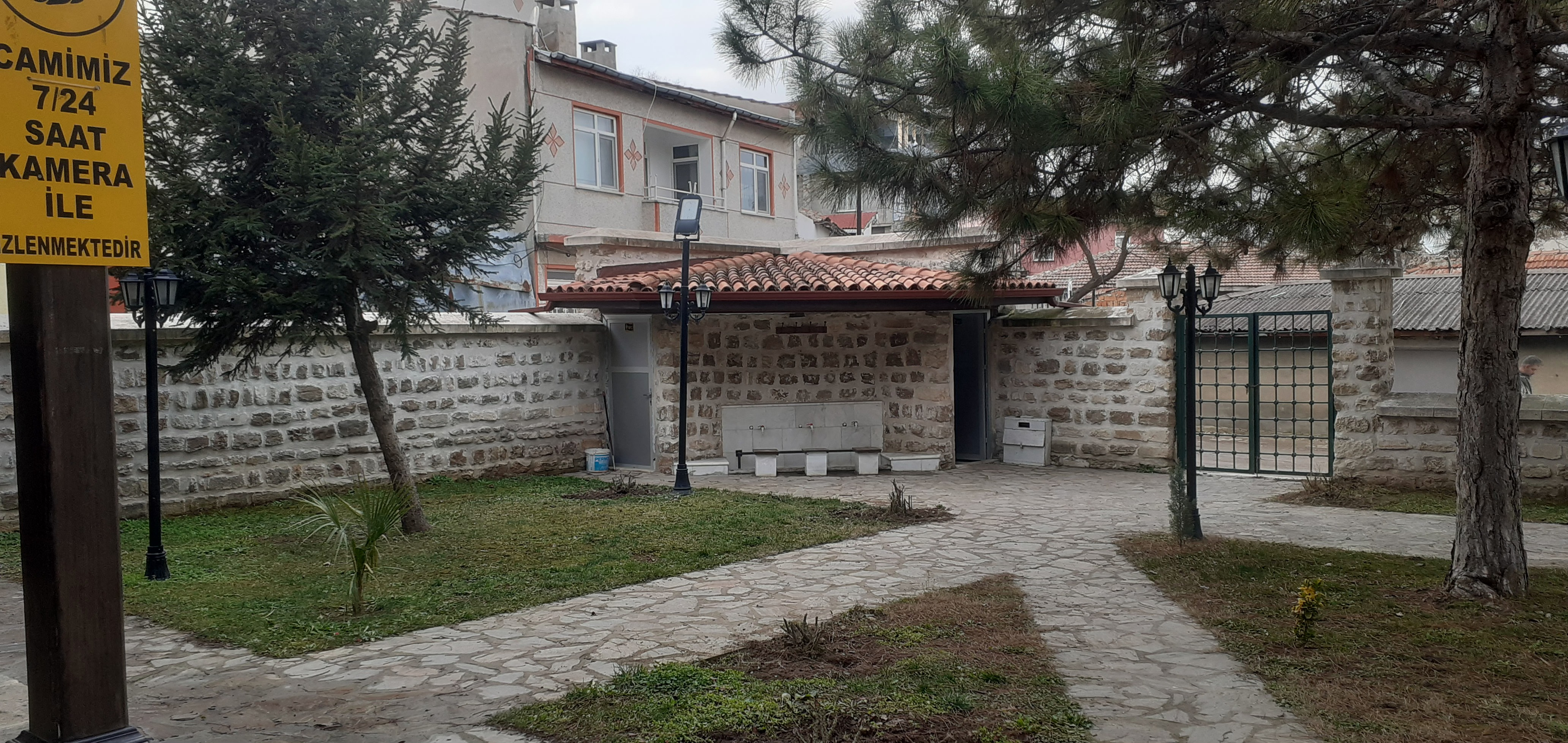
Двір мечеті
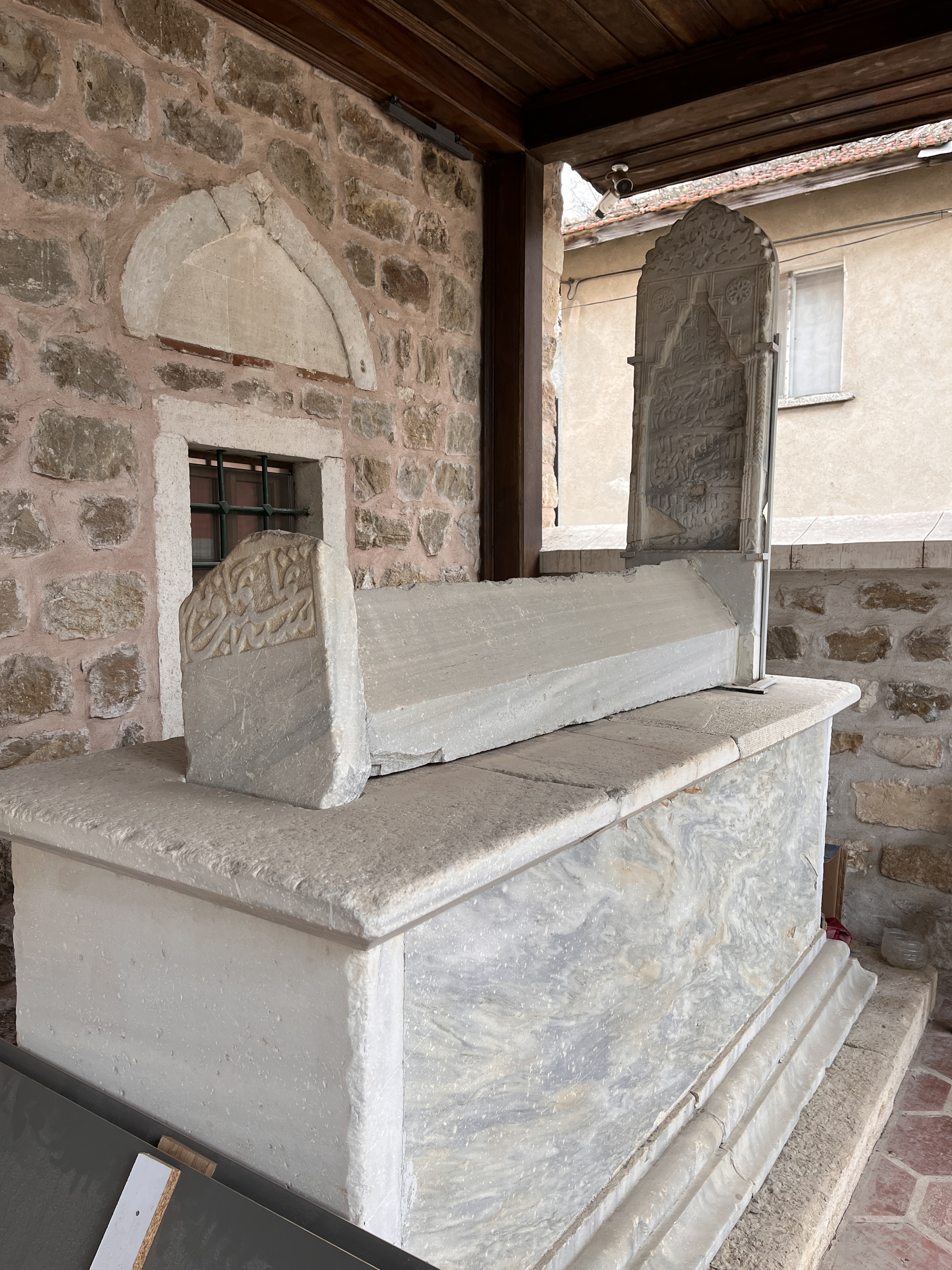
Могила шахіда у притворі мечеті